# 安迪·奥格斯
威廉·安德鲁·奥格斯四世（英語：William Andrew Ogles IV，1971年6月18日—）是一名美国商人和右翼政治人物，于2018年至2022年间出任田纳西州摩利县县长。他曾获得田纳西州第五国会选区的共和党提名，并于2022年11月8日顺利当选联邦众议员。

## 早年生活和教育
奥格斯出生于1971年6月18日，他曾宣称自己是土生土长的威廉森县和摩利县人，其家族亦在田纳西州历史悠久，甚至可以追溯到建州之初。奥格斯就读于中田纳西州立大学，并取得了政治学学士学位。

## 商业和政治生涯
奥格斯曾涉足于餐饮业经营和房地产投资等行业，后担任非营利组织“废奴国际”的首席运营官，该组织成立的目的旨在打击人口贩运。他的政治生涯开始于担任保守主义美国繁荣组织田纳西州分会第一任主任时，随后他又加入了倡导财政保守主义的组织拉弗中心。
奥格斯曾分别于2002年和2006年参选田纳西州第四国会选区的众议员以及田纳西州参议员，但皆在共和党初选中落败。奥格斯曾普遍被视为2018年田纳西州州长选举的潜在竞争者，但他于2018年8月2日击败了时任摩利县县长查理·诺曼并顺利当选县长一职。在担任县长期间，奥格斯曾批评田纳西州州长比尔·李没有阻止当地校董事会推行强制口罩令，并呼吁州议会在特别会议期间通过立法支持他的主张。2022年，安迪·奥格斯原本打算参选连任县长一职，不过由于田纳西州选区重划使得他转而参选第五国会选区联邦众议员。奥格斯于2022年8月4日赢得了共和党初选，并于11月对阵民主党候选人海蒂·坎贝尔。该选区原本是民主党人的铁票仓，但2020年的选区重划使得原选区遭到了拆分。在新选区中，唐纳德·特朗普曾于2020年的总统选举中领先拜登12个百分点。8月30日，田纳西州众议院前议员希拉·巴特当选接替了奥格斯的县长一职。

### 政治立场
奥格斯反对堕胎及同性婚姻。在2022年的一次采访中，奥格斯刻意淡化了堕胎法案中例外的必要性，并称其为“红鲱鱼”。在2022年6月羅訴韋德案被推翻后，奥格斯曾表示接下来要做的是推翻同性婚姻的合法性。
奥格斯还曾呼吁弹劾总统乔·拜登和副总统賀錦麗，并对国土安全部部长亚历杭德罗·马约尔卡斯以叛国罪提起诉讼。他还曾呼吁停止资助教育部。
2025年，在川普再次当选后，奥格斯呼吁修改宪法第二十二修正案，给予川普第三任总统任期。值得注意的是，就在奧格斯公佈他的措施八天后，位於納許維爾的聯邦檢察官宣布停止對安迪·奧格斯的刑事調查。

## 个人生活
安迪·奥格斯和他的妻子莫妮卡以及三名子女生活在位于田纳西州库里奥卡的一处农场中。

## 参选历史
| 党派 | 党派         | 候选人          | 得票数  | 百分比 |
| ---- | ------------ | --------------- | ------- | ------ |
|      | 共和党       | 安迪·奥格斯     | 123,358 | 55.87  |
|      | 民主党       | 海蒂·坎贝尔     | 93,375  | 42.29  |
|      | 独立政治人物 | 德里克·布兰特利 | 2,083   | 0.94   |
|      | 独立政治人物 | 丹尼尔·库珀     | 1,125   | 0.51   |
|      | 独立政治人物 | 里奇·香农       | 846     | 0.38   |
| 合计 | 合计         | 合计            | 220,787 | 100    |

| 党派 | 党派   | 候选人            | 得票数 | 百分比 |
| ---- | ------ | ----------------- | ------ | ------ |
|      | 共和党 | 安迪·奥格斯       | 21,298 | 36.9   |
|      | 共和党 | 贝丝·哈维尔       | 14,998 | 26.0   |
|      | 共和党 | 库尔特·温斯蒂德   | 12,709 | 22.0   |
|      | 共和党 | 杰夫·贝尔林       | 4,086  | 7.1    |
|      | 共和党 | 娜蒂莎·布鲁克斯   | 1,740  | 3.0    |
|      | 共和党 | 基尼·巴彻勒       | 1,016  | 1.8    |
|      | 共和党 | 蒂莫西·布鲁斯·李  | 843    | 1.5    |
|      | 共和党 | 斯图尔特·T·帕克斯 | 585    | 1.0    |
|      | 共和党 | 特雷斯·威顿       | 397    | 0.7    |
| 合计 | 合计   | 合计              | 57,672 | 100.0  |

| 党派 | 党派               | 候选人            | 得票数 | 百分比 |
| ---- | ------------------ | ----------------- | ------ | ------ |
|      | 共和党             | 安迪·奥格斯       | 6,843  | 36.53  |
|      | 独立候选人         | 查理·诺曼（现任） | 5,387  | 28.75  |
|      | 独立候选人         | 桑尼·夏克尔福德   | 5,031  | 26.85  |
|      | 独立候选人         | 阿曼达·P·凯尔顿   | 1,474  | 7.87   |
| 合计 | 合计               | 合计              | 18,735 | 100.0  |
|      | 共和党保持既有席位 |                   |        |        |

| 党派 | 党派   | 候选人              | 得票数 | 百分比 |
| ---- | ------ | ------------------- | ------ | ------ |
|      | 共和党 | 杰克·约翰逊         | 4,623  | 30.72  |
|      | 共和党 | 雷·T·斯罗克莫顿三世 | 4,351  | 28.91  |
|      | 共和党 | 汤姆·尼尔           | 3,408  | 22.64  |
|      | 共和党 | 杰夫·福特           | 1,662  | 11.04  |
|      | 共和党 | 鲍勃·巴恩韦尔       | 698    | 4.64   |
|      | 共和党 | 安迪·奥格斯         | 309    | 2.05   |
| 合计 | 合计   | 合计                | 15,051 | 100.0  |

| 党派 | 党派   | 候选人        | 得票数 | 百分比 |
| ---- | ------ | ------------- | ------ | ------ |
|      | 共和党 | 珍妮丝·宝玲   | 20,709 | 37.10  |
|      | 共和党 | 麦克·格林     | 13,563 | 24.30  |
|      | 共和党 | 安迪·奥格斯   | 8,201  | 14.69  |
|      | 共和党 | 约翰·本普斯   | 7,245  | 12.98  |
|      | 共和党 | 迈克·科菲尔德 | 4,991  | 8.94   |
|      | 共和党 | 哈维·霍华德   | 1,063  | 1.91   |
|      | 共和党 | 海选票        | 41     | 0.07   |
| 合计 | 合计   | 合计          | 55,813 | 100.0  |